# Lípa v Chabičově
Lípa v Chabičově je památný strom. Nachází se v Chabičově, místní části obce Háj ve Slezsku v okrese Opava v geografickém celku Vítkovská vrchovina v Moravskoslezském kraji.

## Další informace
Lípa v Chabičově je solitérní strom lípa malolistá (neboli srdčitá, Tilia cordata), která je zařazena mezi chráněné památné stromy České republiky. Nachází na samém úpatí Vítkovské vrchoviny (subprovincie pohoří Nízký Jeseník). Na lípě roste také cizopasné jmelí bílé (Viscum album L.). Obvod kmene stromu ve výčetní výšce je 4,53 m a výška stromu je 29 m, avšak v roce 1986 byl obvod 0,408 m a výška 25 m. Strom byl prohlášen za památný 1. prosince 1986. 